# 拓跋煕
拓跋 煕（たくばつ き、399年 - 421年）は、北魏の皇族。陽平王。

## 経歴
道武帝と大王夫人のあいだの子として生まれた。
403年（天興6年）10月、陽平王に封じられた。
413年（永興5年）1月、兄の明元帝が平城東郊で閲兵したとき、拓跋煕は十二将のひとりとして1万騎を率いた。後に西部の越勒部を討ち、功績があった。
421年（泰常6年）3月、死去した。享年23。

## 子女
七子があった。
- 拓跋他（淮南王）
- 拓跋渾（叔父の広平王拓跋連の後を嗣いだ）
- 拓跋比陵（司空、牂牁公、安遠将軍・懐荒鎮大将）

## 伝記資料
- 『魏書』巻16 列伝第4
- 『北史』巻16 列伝第4